# Lakatos Benjamin
Lakatos Benjamin (Pincehely, 1976. szeptember 15. –) a svájci székhelyű MET Csoport alapítója, vezérigazgatója és többségi tulajdonosa.
Felelősségi körébe tartozik többek közt a cégcsoport stratégiájának kialakítása, az üzletfejlesztés, valamint a  felső szintű kapcsolatok menedzselése.
58,6 milliárd forintra becsült vagyonával, a 100 leggazdagabb 2024. évi rangsorában a 42. leggazdagabb magyarországi magyarként tartják nyilván.

## Szakmai tapasztalata
Lakatos Benjamin pályafutását a MOL vállalatfelvásárlásokkal és fúziókkal foglalkozó (M&A) részlegén kezdte, ahol sikeresen vett részt különböző közép-európai energetikai tranzakciókban. A MOL Upstream akvizíció és divesztíció részlegének alelnökeként upstream befektetéseket (olaj- és gázmezők, valamint kutatási jogok) irányított a volt szovjet tagköztársaságokban, Észak-Afrikában és a Közel-Keleten.
Kulcsszerepet játszott a magyar földgázpiac liberalizációjában: részt vett a MOL gázüzletágának eladásában, az új földalatti gáztároló (MMBF Zrt.) létrehozásában és tagja volt a Nabucco földgázvezeték igazgatóságának.
Felismerve a változó EU-szabályozás által kínált lehetőségeket és piaci folyamatokat, az általa kialakított új üzleti stratégiára építve 2007-ben megalapította a MET-et. A cég profilja a földgáz-kereskedelem volt, majd 2013-ban az árampiac felé is nyitott. Vezetése alatt a MET Csoport svájci központú, integrált energiacéggé nőtte ki magát, melynek tevékenysége kiterjed a földgáz-, az áram- és a kőolajpiacra is, és leányvállalatai révén 15 országban van jelen, összesen 23 nemzetközi kereskedelmi csomóponton és 28 ország gázpiacán aktív.
Menedzsmentkivásárlással a MET-csoport többségi tulajdonosa lett 2018-ban.

## Egyéb tisztségek
- A Magyar Szénhidrogén Készletező Szövetség igazgatótanácsának tagja 2009-2018-ig.
- Tamási Város Díszpolgára címmel tüntették ki.
- A Ferences Tanulmányi Ösztöndíj program alapítója.

## Tanulmányok és személyes háttér
- A Budapesti Közgazdaságtudományi és Államigazgatási Egyetemen szerzett diplomát közgazdaságtanból.
- MBA ösztöndíjas volt a State University of New Yorkon.